# Francis Godolphin, 2. Earl of Godolphin

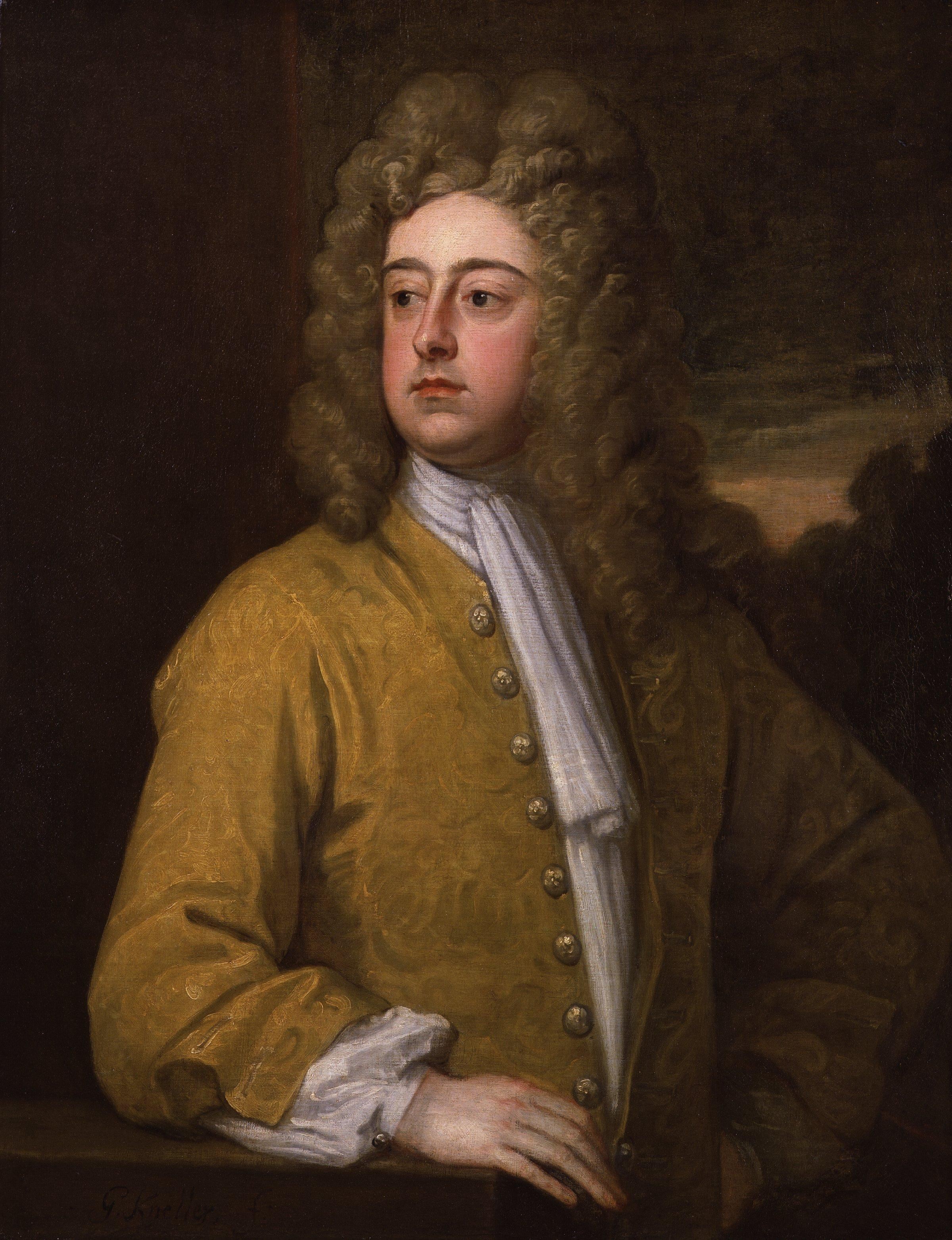
Godfrey Kneller: Francis Godolphin, 2. Earl of Godolphin, um 1711

Francis Godolphin, 2. Earl of Godolphin (* 3. September 1678; † 17. Januar 1766) war  ein britischer Peer und Politiker.

## Familie
Godolphin war das einzige Kind des Sidney Godolphin, 1. Earl of Godolphin (1645–1712), aus dessen Ehe mit Margaret Blagge, die bei seiner Geburt verstarb. Als Heir apparent seines Vaters führte er ab 1706 den Höflichkeitstitel Viscount Rialton.
Er wurde erstmals 1695 ins House of Commons gewählt und war dort von 1695 bis 1698 und 1701 bis 1708 Abgeordneter für das Borough Helston, 1701 für das Borough East Looe, von 1708 bis 1710 für das County Oxfordshire und von 1710 bis 1712 für das Borough Tregony war. Beim Tod seines Vaters erbte er 1712 dessen englische Adelstitel als 2. Earl of Godolphin, 2. Viscount Rialton und 2. Baron Godolphin, of Rialton in the County of Cornwall, wurde dadurch Mitglied des House of Lords und schied dazu aus dem House of Commons aus. 1735 wurde er zum Lordsiegelbewahrer ernannt und ihm auch der britische Adelstitel Baron Godolphin, of Helston in the County of Cornwall, verliehen. Letzterer Titel war im Gegensatz zu seinen sonstigen Titeln mit der besonderen Anwartschaft versehen, dass er beim Fehlen eigener männlicher Nachkommen auch an männliche Nachkommen seines verstorbenen Onkels Henry Godolphin (1648–1732) vererbbar war.
Godolphin erbte von seinem Vater auch das Amt des Gouverneurs der Scilly-Inseln und als war solcher Mitbegründer einer 1739 entstandenen Wohltätigkeitsorganisation, die sich Foundling Hospital nannte und die es sich zur Aufgabe gemacht hatte, das in London weit verbreitete Aussetzen von Kindern dadurch zu lindern, dass man diese Kinder in Waisenhäusern unterbrachte.
Godolphin betätigte sich als Pferdezüchter und war Eigentümer und Namensgeber des Godolphin Arabian, eines Berber-Hengstes, der zu den drei Stammvätern des modernen englischen Vollbluts zählt.

## Ehe und Nachkommen
Er heiratete am 23. April 1698 Lady Henrietta Churchill, eine Tochter von John Churchill, 1. Duke of Marlborough. Mit ihr hatte er zwei Söhne und drei Töchter:
- William Godolphin, Marquess of Blandford (um 1699–1731), MP, ⚭ 1729 Maria Catherina de Jong;
- Henry Godolphin († jung);
- Lady Henrietta Godolphin († 1776), ⚭ 1717 Thomas Pelham-Holles, 1. Duke of Newcastle-upon-Tyne;
- Lady Margaret Godolphin;
- Lady Mary Godolphin († 1764), ⚭ 1740 Thomas Osborne, 4. Duke of Leeds.

Da seine Söhne kinderlos vor ihm starben, fiel bei seinem Tod 1766 sein Adelstitel als 2. Baron Godolphin (of Helston) an seinen Cousin Francis Godolphin, seine übrigen Adelstitel erloschen. Seine Ländereien fielen an seine drei Töchter und schließlich, nachdem zwei von ihnen kinderlos verstorben waren, an seinen einzigen Enkel Francis Godolphin Osborne, 5. Duke of Leeds.